# Чернече (селище)
Чернече — селище у Черкаському районі Черкаської області, підпорядковане Чигиринській міській громаді. Населення  станом на 2015 рік — 176 осіб.

## Географія
На півночі село межує з містом Чигирин, на заході з селом Вершаці та хутором Качани, на сході з селом Галаганівка, на півдні з селом Тарасо-Григорівка. Через село протікає річка Ірклій, яка три ставки.

## Населення
Згідно з архівними даними перепису кількість населення села в різні роки становила: 177 (1748 р.), 364 (1784 р.), 549 (1858 р.), 492 (1896 р.), 194 (1940 р.), 223 (2005 р.), 176 (2015 р.) осіб.

## Історія
Передісторія до заснування сучасного села Чернече та навколишніх територій пов’язані з подіями початку XVIII століття та добою колонізаційних процесів, встановлення чіткого кордону між Річ Посполитою та Російською імперією на теренах Південної України. Найбільш лаконічно та влучно дані процеси висвітлив і охарактеризував провідний український історик  Дмитро Вірський назвавши їх «Реставрацією Правобережжя»:
Ліквідація за умовами Прутського трактату 1711 року Росії з Туреччиною правобережних козацьких полків (а серед таких був і Чигиринський) та «згін» тутешнього населення на лівий берег Дніпра, що завершились у 1714 року, а також усунення після розгрому Січі у 1709 року запорожців з їх традиційних володінь лишили Правобережжя на розсуд місцевих прикордонних адміністрацій Гетьманщини та Речі Посполитої. Причому остання до кінця Північної війни не мала сил, аби твердою ногою стати на наддніпрянському прикордонні, а тому протягом всього XVIII століття Чигиринське староство залишалось в жалюгідному стані.
Аби привабити селян, шляхетські власники готові були надавати навіть тридцятилітні «слободи», відтак, перспектива «справжнього» кріпацтва відсувалась для селян-колоністів аж на другу половину ХVIII століття. Мало хто волів заглядати так далеко на майбутнє, для виснаженого Правобережжя перепочинок був необхідний. Суперником шляхетських конкістадорів виступала старшина та козаки Миргородського полку. Адже багато з них володіло землями на Правобережжі ще у XVII столітті і навіть мали на них юридичні документи (купчі).
Домагання козацької старшини змусили російський уряд відреагувати. 1732 року, за наказом генерал-губернатора Іоганна Бернгарда Вейсбаха, призначалась комісія з демаркації польсько-російського кордону в степовій Україні, а витяг зі слідства-огляду реального стану людності та маєтностей на Правобережжі показав:
"..7. Село Войтове й при ньому пустий млин (т.зв. Канівський), а в трьох верствах від нього другий, недобудований.
8. Далі по річці Ірклію млин Чигиринського мешканця. Потім село Нестерівка і при ньому млин (так званий. Лишнятчина) на два кола (одне мучне й одне ступне)..».
З поданого витягу слідства-огляду стає зрозуміло, що між селами Войтовим та Нестерівкою (Вершацями) по річці Ірклію немає (або ж невказано) жодного села, хутору чи слободи, а тільки млин чигиринського мешканця, що вказує на приналежність його місцевим. Тому даний документ, поки що, і є найранішньою початковою точкою перед осадження слобід Іркліївки (Галаганівки), сучасного Чернечого, а згодом і хутору Сокиндрівки.
На той час, землі між річкам Ірклія та Чути відносились до території Омельницької сотні Миргородського полку. Один із найранішніх документів, так званий список поселень 1740-х років, котрий знаходиться в рукописній збірці Лазаревського, не має в собі точної дати, але його можна датувати десь 1746, або не пізніше 1747 роком, її можна і вважати датою новоосадження цього населеного пункту. Тут же ми зустрічаємо і найстарішу та напевне першу назву - Чернеча Гребля.
Серед інших знайдених сьогодні документів першої половини XVIII століття, вагому увагу привертає те, що поряд з назвою Чернецька Гребля в даного населеного пункту існували і інші назви: Велика Данилівка та Данилівка, котрі були недовготривалі, фактично декількарічними бо на початок другої половини XVIII століття вийшли з документообігу та, напевне, вжитку.
Водночас, В.М. Кабузан в своїй праці «Заселение Новороссии» пише:
«В  то же  время в  1746—1752  гг. в  Заднепровье  возникло всего  четыре  новых поселения:  Дмитровка, Даниловка,  Усовка,  Сотницкая и  крепость  Святой Елисаветы.  Это  означает,  что переселенцы  размещались  в эти  годы  преимущественно  в уже  существующих  населенных пунктах».  

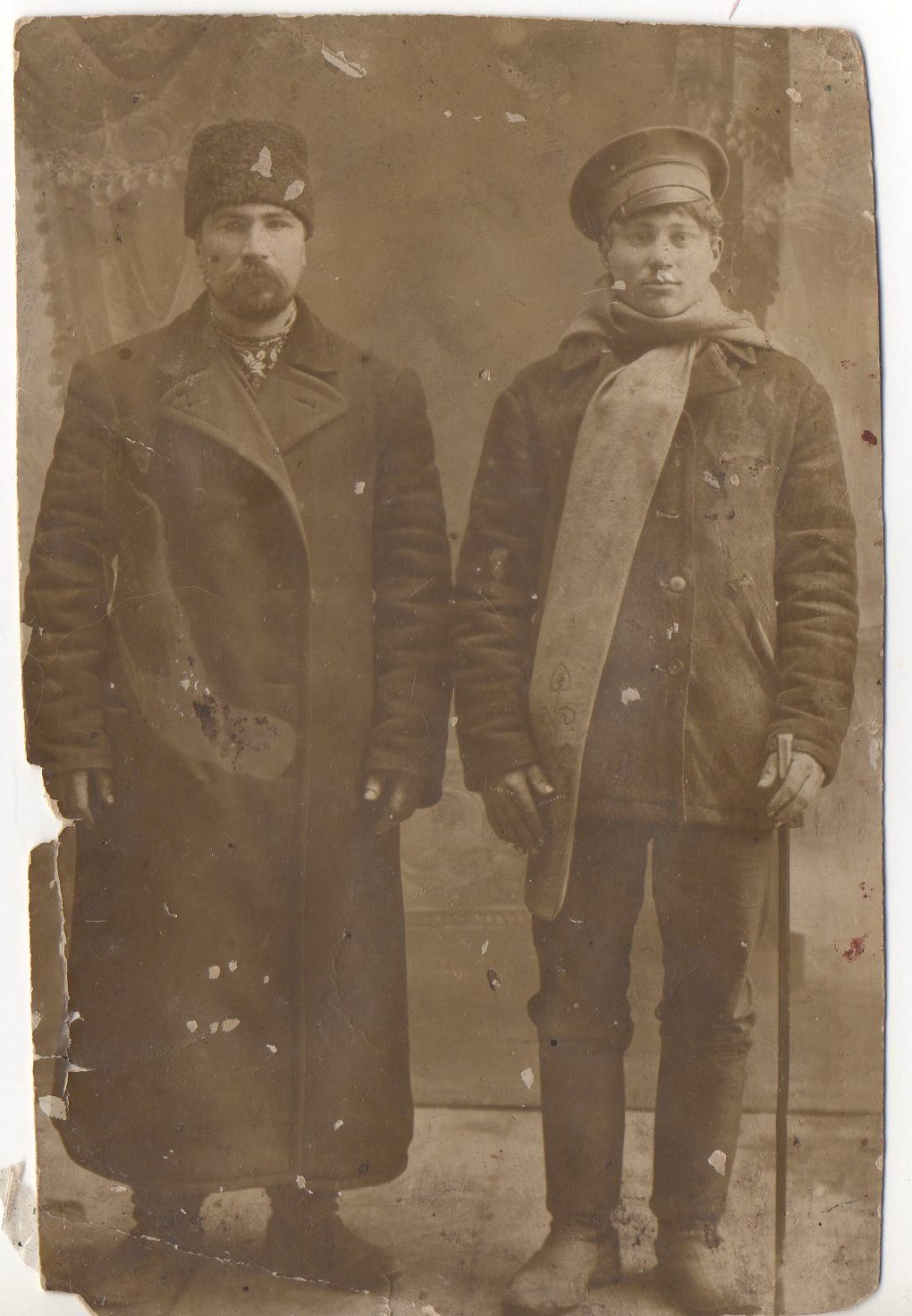
Мешканці села Чернече на початку ХХ століття: брати Федір Антонович та Олександр Антонович Гержини.

Також, зустрічаються згадка про село в письмових документах 1752 року. Тут, на карті Нової Сербії створюються кордони розселення з планом розміщення перших рот Новосербського військового поселення. Власне, кордоном для цієї території стали форпости, які виконували роль прикордонних оборонних споруд, мали при собі декілька редутів, вишки та військове населення, яке завжди було готовим до збройних сутичок. В описі до цієї карти в долині річки Тясмин (від впадіння в Дніпро до Чигирина Польського) сказане наступне:
«..вверх по речке Ирклею — форпост Секиндрин, деревня Чернецкая, форпосты Новенькой и Нестеровской, село Нестеровка на усть речки Чуты, далее вверх по Ирклею — хутор Самбросовский и форпосты: Чернецкой, Суботов, Новой, Приворотной и Малышевской, слева в верховьях Ирклея — лес Матренин».
Зустрічаються згадки про Чернече і в «дорожних дневниках», як от в німецького вченого Йогана–Антона Гюльденштенда, що в той час перебував на російській службі. Власне, його «Путешествие Елизаветградской провинцией» 1774 року, стала однією одиницею з тих писемних джерельних одиниць, де хоч і в декількох реченнях, але є інформація про тогочасне Чернече. Сучасник писав про нього наступне:
«..9-го мая. Переночевали в Галагановке. В версте от нея, миновали устье Ирклеи, отсюда 6 верст ехали вдоль последней до слободы Чернечки; в Чернечке 50 домов, принадлежит майору Арапову; наконец спустя 3 версты, достигли устья речки Чутки и, переехав через нее мостом, прибыли в шанец Вершац, именовавшийся ранее Нестеровкой. Нестеровка это старое название поселения, основаннаго ранее Новой Сербии и в настоящее время именуемаго Вершацким шанцем..».
У 1782 році у власницькій слободі шанця Вершацького померлого радника Арапова Чернечому налічувалось 181 особа чоловічої і 153 особи жіночої статей, а в 1784 році в «деревни Черной [Чернечей] надворной советницы Араповой» було 780 десятин «удобной» землі та 196 чоловічої і 168 жіночої статей. У 1783 році у Крилівському повіті, Вершацької округи «госпожи надворной советницы Араповой слободской» було надано у власність 156 десятин землі з лісами при річці Чутці від 20 лютого 1782 року та 125 десятин під пасовисько і ліс при Каївому ярові від 14 вересня 1779 року при Чутнянському лісі (Саме цю землю з лісками у 1818 році продасть донька майора Арапова – Анна Єгорівна Чубарева (у шлюбі) братам Безрадецьким разом із селом Чернече).
З цього часу почалося регулярне ведення метричних книг майже по всій Херсонській губернії. Найстаріша доступна сьогодні метрична книга села Вершаць, прихожанами якої були і мешканці слободи Чернечки, датується 1785 роком та ведеться щорічно. У книзі можна знайти тогочасний фамільний фонд прізвищ та прізвиськ мешканців слободи: Бабенко, Бондаренко, Гавенко, Гиржина, Гиржиненко, Головатенко, Гончаренко, Григораш, Григорашенко, Іванов, Івахніченко, Кирнос, Ключник, Лизогуб, Мажаренко, Майстренко, Малий, Мелещенко, Мирошник, Назаренко,  Непевненко, Нижник, Нижниченко, Олійниченко, Полтавченко, Проценко, Рибченко, Рибчиха, Рябоконенко, Рябченко, Ряднина, Рядниненко, Сороченко, Цвик, Чухляненко, Швець, Шевченко, Шишатченко, Шишацький.
У другій половині ХІХ століття «деревня» Чернече належала до Стецівської волості Херсонської губернії, а місцеві жителі були прихожанами галаганівської церкви в ім'я Івана Богослова.
У 1896 р. у Чернечому було 94 селянські двори і 491 житель, з них 230 осіб жіночої статі. Землі в Чернечому належали поміщикам Безрадецьким. Тут був і їх маєток Сокиндрівка, де жили 8 осіб родини Безрадецьких, та винокурний завод «с производством около 14 тысяч рублей». Працювала також корчма. 

## Топоніміка

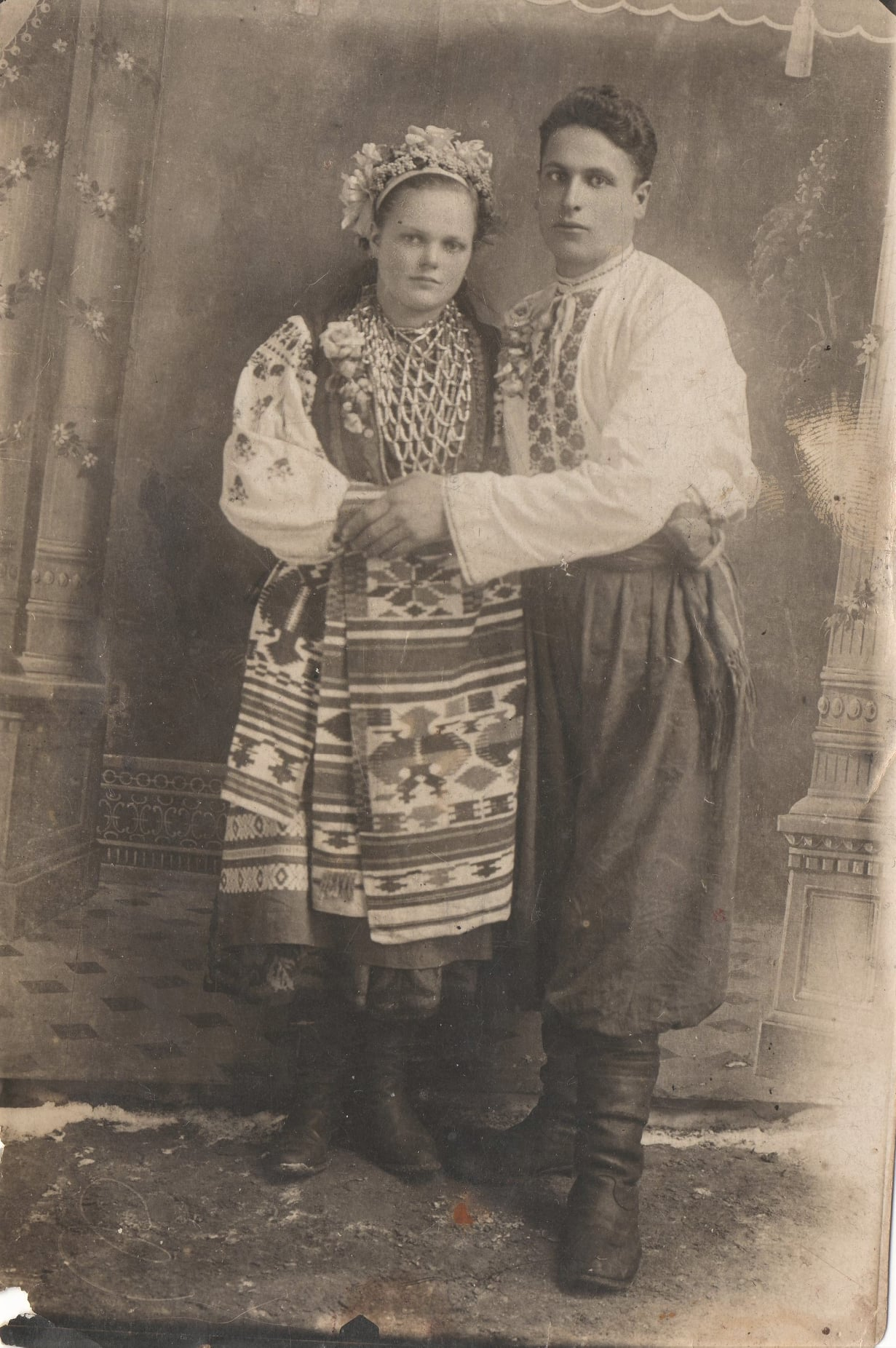
Весільна світлина мешканців села Чернече. 40 рр. ХХ століття.

Дві основні та найбільші вулиці села мають назву Знам'янська та Колгоспна. Знам'янська — тому що пролягає дорогою на м. Знам'янку, що на Кіровоградщині, яке є до того ж ще й важливим залізничним вузлом. Колгоспна ж, тому що вела до сільського колгоспу, який, згодом, у 60-х роках буде ліквідований, в зв'язку з укрупненням колгоспів, що відбулося за постановою тодішнього голови КПРС — Микити Хрущова.
До настання радянської влади на територію України ці вулиці, за згадками найстаріших жителів села, мали інші назви — Петрівська та Іванівська, бо ж це були дороги на Петрівський та Іванівський ліси, куди люди їздили підводами по дрова. Та існує іще одна версія походження топонімів, за свідченнями жительки села Чернече, Г.В. Бондаренко, можна дізнатися і про іншу версію походження назв:
«— Раніше ж у нашому селі не було оцих всіх посадок, вони ще при мені садились, а в селі були тільки два ліси: у нас Петриківський, а у вас отам Іванівський. То тепер отут за магазином річечка тече, а раніш через неї місток був красівий. Ото туди і сходились увечері гулять петриківці і іванівці. З нашої вулиці петриківці, а з вашої іванівці, бо два пани було: Петро та Іван (цебто пов'язується з Безрадецькими)..».
До вулиці Петрівської приблизно у другій половині минулого століття додалися ще два топоніми, тобто кутки – Устимівка та хутір Мирний. Перший пов'язаний з іменем Устима Коваля – людини, яка славилася на все село тим, що кувала різні приналежності для селянського життя-буття. Особливо Устим славився своїми ножами, які він позначав власним клеймом – півмісяцем і трьома зірками (одна над місяцем, інші дві – під ним). Мало чи не в кожного жителя села були ці ножі аж до кінця минулого століття. Топонім «хутір Мирний» — пов'язаний з тим, що в цю частину вулиці Петрівської, яка була добудована і доселена в більшості вихідцями із затоплених нині сіл Кременчуцького водосховища в кінці 60-х років минулого століття, приходило битись ледь не все парубоцтво села. Від того й жартівливо-саркастична назва «хутір» – бо як окрема місцина, інші люди, а «Мирний» –  бо билися. Паралельно вулиці Колгоспній проходила вулиця Леніна, що названа в честь вождя світового пролетаріату.  Старожили і до сьогодні між собою в більшості кажуть на цю вулицю не Леніна, а Чаланда. Щодо походження саме цієї назви виникає ряд розбіжностей: мовляв названа вона через те, що дорога від непогоди була розмита та замулена і люди по ній «чаландували», тобто погано йшли. Або ж це своєрідна видозміна слову «чулан», адже раніше вулиця була невеличка (порівняно з сьогоденням) і, напевно, була схованою поміж крон дерев. У 2016 році вулиця була декомунізована та названа вулицею родини Безрадецьких, віддаючи шану та пам'ять власникам села. 
Також, через вулицю Знам'янську в минулому проходив чумацький шлях, а вдалині за селом стояла подорожня корчма. Більше ста років цю вулицю також називають сошейною або ж по-простому – Соша.  Ще на початку ХХ століття власник Чернечого, Олександр Григорович Безрадецький – поміщик, який і тримав чимало маєтностей по всьому тодішньому Чигиринському повіті, одного разу, коли він їхав у бричці зі своєю родиною в сторону Знам'янки по Іванівській вулиці на фаетоні з родиною після дощу провалилився в провалля де, за сільською легендою, випала його дочка та вбилася на смерть. У відчаї згорьований батько наказав прокласти бруківку через усю вулицю і поробити водовідводи. Свою ж дочку поховав на місцевому цвинтарі, де на могилі поставив великий кам'яний хрест, котрий донедавна вкрали.  
Зустрічаються в топоніімчній спадщині села і наступні власні назви:  
Яр – яром в селі називали дорогу в степ. Виїжджаючи через провулок 1-й Колгоспний (раніше провулок Краснознамьонний) в сторону теперішнього лісу, який був насаджений штучно у 70-80-х роках минулого століття. 
Степ – степом в селі називалися колгоспні поля на яких працювали колгоспники. Вони добиралися до нього через яр. Сьогодні левова частка цих земель заліснена хвойними насадженнями.
Поділ – був при виїзді з села в сторону Тарасо-Григорівки, починався одразу за другим поворотом та закінчувався приблизно біля сучасного міського сміттєзвалища. . Власне подолом називали низовини по боках дороги. Біля подолу було двоє хуторів – Бурякове та найімовірніше Московський.

Середній шпиль – в недавні часи, їдучи подолом в сторону вищезгаданої Тарасо-Григорівки ставши на середині шляху і дивлячись в ліву сторону серед рівнини можна було побачити глибокий яр трикутної форми. Там часто були людські сінокоси.
Круглячок – називали яр, який знаходився нижче середнього шпиля, з якого в нього стікала вода. Внаслідок чого зробилася яма метрів до 30 вглиб. Назва дана за круглою формою.
Плоске – простяглося далі в ліси, за Середній шпиль, між пагорбами.
Камяна гора або ж Червоненьке – невеликий гірський масив посеред лісу з кам’яними брилами та родовищами червоної глини, що сьогодні знаходиться за селом. Місцеві жителі користувалися цією глиною для господарських потреб.
А також Бобрат, Середухресна дорога, Кібликова балка, Філіннік, Кринишни, Мочарі, Глибоке провалля, Хомин клин. 
Біля берегів річки Ірклій, в районі «Третього» ставу, є глибока балка, яка спускається до берегів річки. Місцеві називають її Циганською. Існує така версія, що колись на тому місці зупинявся циганський табір, який певний час там і проживав. Цигани поїхали, а назва дійшла до сьогодення. 

## Господарство

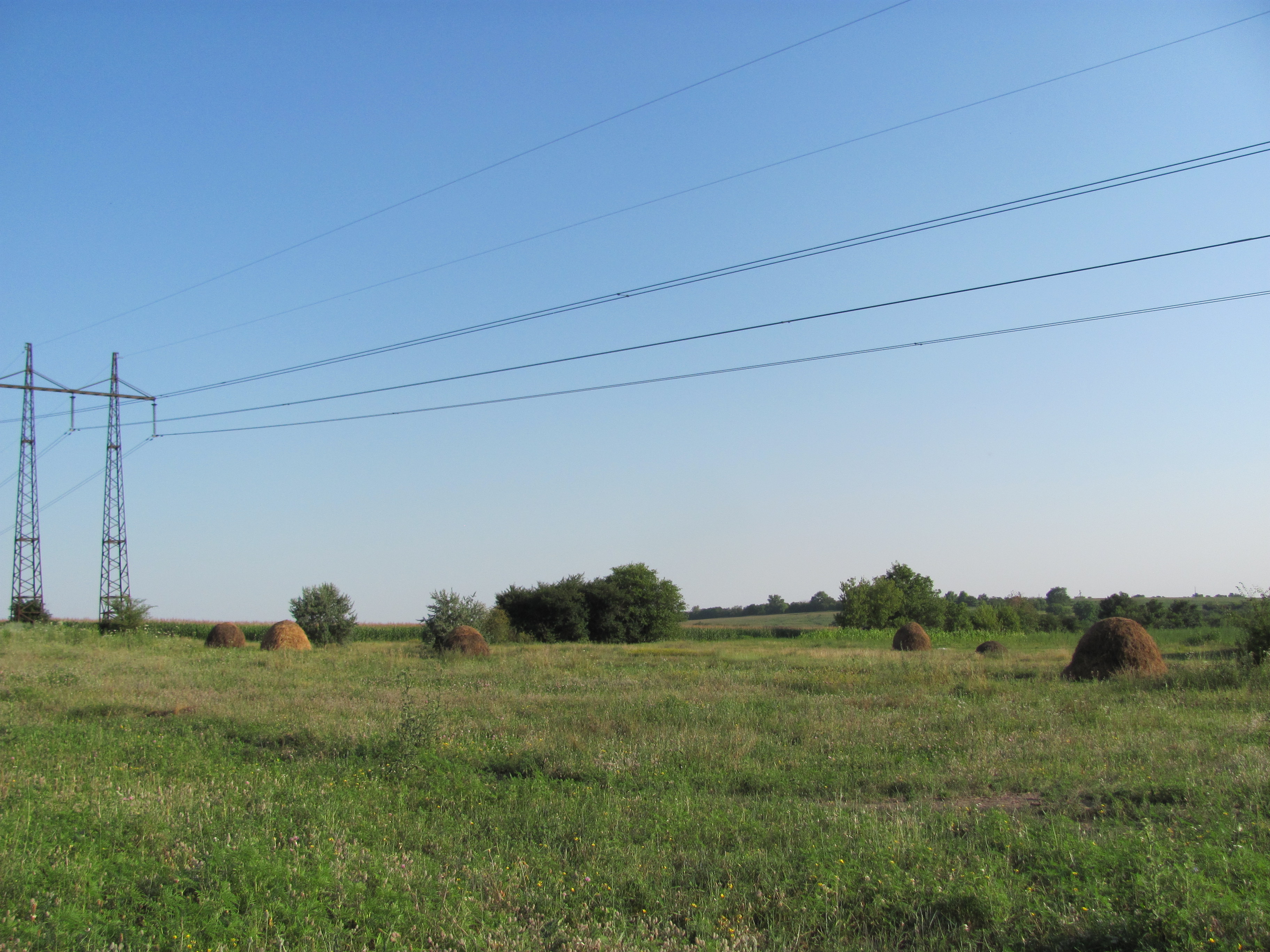
Копиці сіна в селі Чернече. В районі високовольтної, яка зображена на фото давним-давно ріс величезний дуб. Згодом, дуб зрубали і на його пеньку поставили вітряк. В залежності від погоди вітряк розвертали за вітром.

Від утворення села і по сьогоднішній день жителі села незмінно займаються  землеробством та скотарством про що свідчать численні розповіді найстаріших жителів села. За цими ж переказами сказано, що в кожному дворі незмінними атрибутами ведення господарства є прядильне колесо та ткацький верстат, що показує культурну та промислову освіченість місцевих жителів. 
Не на останньому місці в поселенні було бортництво, за дослідженням О.О. Мінаєва ми дізнаємося, що між селами Вершаці (тоді Нестерівка) та слободою Чернече була чи не перша пасіка, яка називалась Мержинова, налічувала до 100 вуликів, що на той час було досить велике та прибуткове господарство.
За місцевими розповідями відомо, що через село проходив Чумацький шлях - сучасну Іванівську вулицю, тому й недивно що в деяких односельців спостерігаються чумацькі прізвища, які в минулому пов'язані з промислами їх предків, а в подвір'ї старих людей можна виявити знахідки з чумацького начиння. 
В той час на шляху до Тарасо-Григорівки стояла заїжджа корчма, тут бували люди з околиць та втомлені від далекої дороги подорожні.
Вище Чаланди стояв вітряк (нині ж це приблизне місце сучасної водонапірної башти), куди селяни ходили молоти борошно, а  увечері улюблене місце відпочинку молоді. Вітряк пережив Другу світову війну та проіснував до 60-70-х років минулого століття. Найулюбленішою ж розвагою молоді минулого століття була гойдалка-вихалка, їх в селі було три. На таких гойдалках часто любили гойдатись парубки і чим сильніше тим краще, цим вони показували свою мужність та відвагу перед молодицями. Коли ж хлопці розгойдувалися до повного оберту на ній то це дійство називали «бити сволоки» .

## З другої половини ХХ ст.

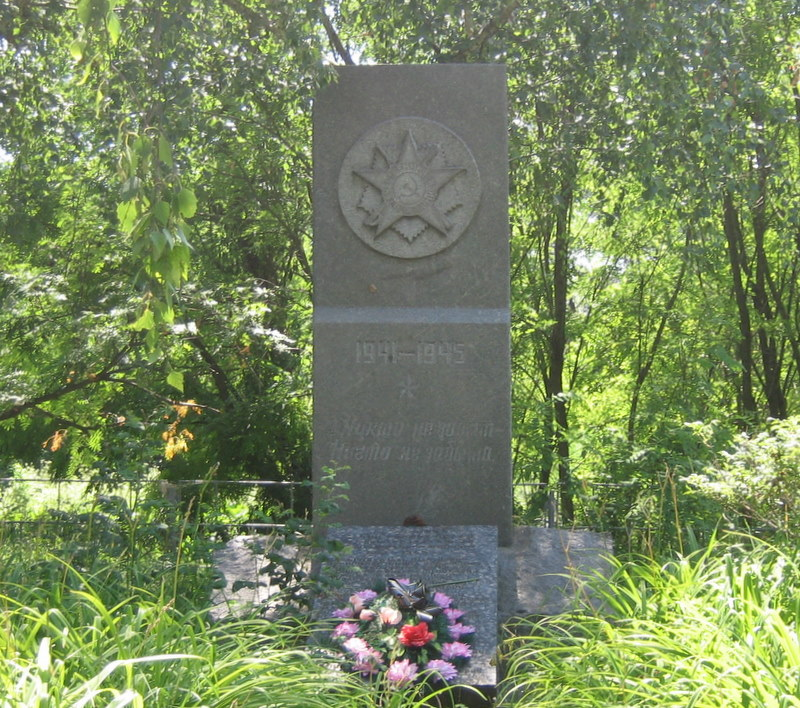
Пам'ятник воїнам, що загинули у роки Другої світової війни

В період післявоєнної радянської влади в селі настає епоха умовного процвітання, адже якраз тоді розпочалося будівництво дамб, ставків по території річки Ірклій (всього їх три), а так як одна із вулиць була розташована дуже близько до неї то місцевою владою людям було запропоновано оцінити їх подвір'я в грошах виплатити та переїхати. Виходу не було, того так пропала одна із перших вулиць села, лишень лишилась одна хатина в якій і по сьогоднішній день мешкає бабуся. Від інших же лишилися попелища, садки, а від заможніших дворів ще й кам'яні фундаменти з пісковику, які свідчать, що жителі села возили його з каменоломень теперішньої Богданової гори м. Чигирин.
У середині ХХ ст., в селі вже було зведено магазин, млинарню, контору, ківшарню, конюшню, а на місці спиртового заводу Безрадецького качатник, напроти ж нього ще дві ферми, також нову клубну установу (стара стояла напроти автобусної  зупинки).
В цей час (кінець першої пол. ХХ ст., в селі вже існувала 4-х класна школа, перебудована із звичайної хатини-мазанки. В класах в середньому було від десяти учнів та два вчителя Кириченко Марія Наумівна, Григорій Ярифейович (приблизно до 1950-х); Поліщук Поліна Йосипівна та Синякова Галина Іванівна (з 1950-х рр.).
Згодом, у 1960-х роках, було збудовано нову 4-х класну школу з широким подвір'ям, хоча ця школа була філіалом Чигиринської ЗОШ №1, діти провчившись 4 класи незмінно ходили в школу с. Галаганівки.
З появою перших телевізорів у Чернечому, а їх було два на все село, люди збирались кожного вечора, щоб дивитися вечірні передачі. Нерідко хатини  власників такого «дива» були повністю заповненими глядачами.
Клубна установа розміщувала в собі бібліотеку, котельню, актовий зал та кіно-механічне відділення. Село збиралось на недільні вечори, крутили кіно, діяв свій духовий оркестр, який збирався на тренування кожного недільного вечора. Також ставили п'єси, ось одні з них: «Назар Стодоля», «В степах України», «Кайдашева сім'я», та інші. Завідувачем клубу на той час був Петро Волков.

## Сучасність

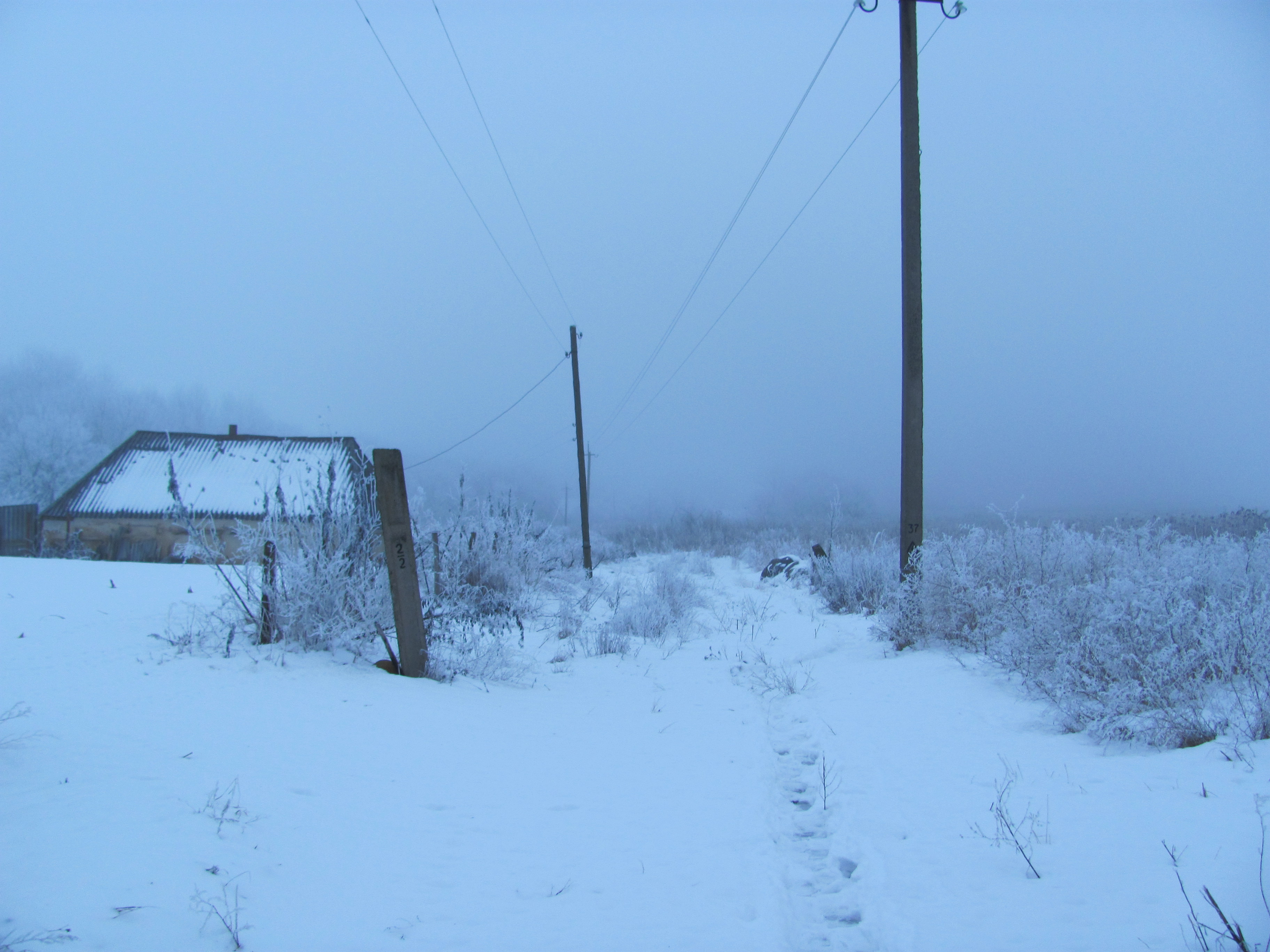
Одна з перших вулиць села — нині, початок вулиці Колгоспна.

З кінця 90-х років та від початку незалежної України в селі діє магазин, до середини 90-х., діяла клубна установа.
1991 рік — початок добудови вулиці Леніна — так звані «чорнобильські будинки», які призначені для сімей переселенців та ліквідаторів.
У середині  80-х, поч., 90-х., прокладення асфальтної дороги по вулицях Леніна, Колгоспній та Знам'янській.
Кінець ХХ ст.., -  проведення води у селі.
2005 рік — газифікація села.
На сьогоднішній день вся інфраструктура села зруйнована. З державних будівель лишились в більш-менш пристойному виді: школа; магазин та клуб.